# Guano Apes
Guano Apes — альтернативний рок-квартет з Геттінгена, Німеччина, утворений 1994 року.

## Історія

### Становлення таProud Like a God(1994-1999)
Історія гурту розпочалася у 1994 році в німецькому місті Геттінгені, де разом грали троє друзів — бас-гітарист Штефан Уде, барабанник Деніс Пошвата та гітарист Генінґ Румінеп. У тому ж році до них приєдналась Сандра Насіч. Успіх та визнання гурту приніс музичний конкурс «Local Heroes», який підтримує VIVA, німецький музичний телеканал. Guano Apes здобули перемогу над більш ніж тисячею учасників, а їх дебютний сингл «Open Your Eyes» у 1996 році потрапив у десятку найкращих хітів у Німеччині й залишався в сотні найкращих хітів 30 тижнів. Завдяки посиленому просуванню VIVA відеокліпу «Open Your Eyes» Guano Apes підписали контракт з Gun Records, які випустили їх альбом «Proud Like A God» в 1997 році. Другий сингл гурту, «Lord of the Boards», який був написаний для Європейського чемпіонату з сноуборду в 1998 році, став ще більшим хітом і зробив їх альбом платиновим у Німеччині та золотим в інших країнах Європи. RCA випустила альбом «Proud Like a God» в США 1999 року. Неабиякої популярності на пострадянському просторі група набула, виконавши кавер-версію композиції групи Alphaville — Big in Japan.

### Don't Give Me NamesтаWalking on a Thin Line(2000–2005)
У 2005 р. група розпалась, хоча в 2006 році вийшов альбом «The Lost (T)apes», що містить пісні з ранніх записів (1994 і 1995 років).

### Розпад і нові проєкти (2005-2009)
У 2009 році група возз'єднується. Повернення групи на сцену заплановано на фестивалі Nova Rock.

### Reunion таBel Air(2010–2014)
15 січня 2010 року гурт Guano Apes виступив в залі ДК Національного авіаційного університету.
19 квітня 2011 року гурт Guano Apes в рамках європейського турне вдруге виступив в Києві, в залі Альта Експо.
15 травня 2012 року гурт Guano Apes виступив в Києві, в залі Stereo Plaza.
12 липня 2013 року Guano Apes виступили в Україні під Дніпропетровськом на фестивалі «The Best city».
30 травня 2014 року гурт мав виступити в Києві, проте за місяць до події концерт було скасовано через презентацію нового альбому «Offline» в Німеччині.

### Альбом Offline та Proud Like a God XX (2014–2017)
28 лютого 2014 року Guano Apes випустили свій перший за два роки сингл під назвою "Close to the Sun", а також тизер-трейлер до п'ятого альбому під назвою "Offline" і підтвердили, що реліз платівки відбудеться 2 травня 2014 року. 2 квітня вийшов кліп на "Close to the Sun". Пізніше того ж місяця було оголошено, що реліз "Offline" перенесено на 30 травня.
Щоб відсвяткувати 20-річчя Proud Like a God, гурт Guano Apes випустили Proud Like a God XX 6 жовтня 2017 року. Альбом містить нові зведені версії десяти пісень, які увійшли до оригінального альбому, а також раніше невиданий трек "Score". Делюкс-видання містить бонусний CD з переробленими "версіями 2017 року" шести пісень з Proud Like a God (з гостьовим виступом Данко Джонса у версії Open Your Eyes 2017 року), а також три кавери, включаючи перший сингл "Lose Yourself" (в оригіналі виконаний Емінемом). 6 жовтня і 10 листопада 2017 року вийшли відеокліпи на "Lose Yourself" і версію 2017 року "Suzie" відповідно.

## Учасники
- Деніс Пошвата (Dennis Poschwatta) — барабан
- Генінґ Румінеп (Henning Rümenapp) — гітара
- Сандра Насіч (Sandra Nasić) — вокал, тексти пісень
- Штефан Уде (Stefan Ude) — бас-гітара

## Дискографія
Альбоми
- Proud Like a God (1997)
- Don't Give Me Names (2000)
- Walking on a Thin Line (2003)
- Live (2003)
- Planet of the Apes (найкраще, 2004)
- Lost (T)apes (2006)
- Bel Air (2011)
- Offline (2014)

Сингли
| Рік                                      | Title                            | Найвищі позиції в чартах | Найвищі позиції в чартах | Найвищі позиції в чартах | Найвищі позиції в чартах | Найвищі позиції в чартах | Найвищі позиції в чартах | Найвищі позиції в чартах | Сертифікації | Альбом                 |
| Рік                                      | Title                            | GER                      | AUT                      | SWI                      | NL                       | BEL                      | IT                       | UK                       | Сертифікації | Альбом                 |
| ---------------------------------------- | -------------------------------- | ------------------------ | ------------------------ | ------------------------ | ------------------------ | ------------------------ | ------------------------ | ------------------------ | ------------ | ---------------------- |
| 1997                                     | «Open Your Eyes»                 | 5                        | 10                       | 11                       | 19                       | 14                       | 8                        | —                        | GER: Gold    | Proud Like a God       |
| 1998                                     | «Rain»                           | 76                       | —                        | —                        | —                        | —                        | —                        | —                        |              | Proud Like a God       |
| 1998                                     | «Lords of the Boards»            | 10                       | 10                       | 34                       | 80                       | 11                       | —                        | —                        | GER: Gold    | Proud Like a God       |
| 1999                                     | «Don't You Turn Your Back on Me» | 50                       | —                        | —                        | —                        | —                        | —                        | —                        |              | Meschugge OST          |
| 2000                                     | «Big in Japan»                   | 9                        | 19                       | 24                       | 82                       | —                        | 5                        | —                        |              | Don't Give Me Names    |
| 2000                                     | «No Speech»                      | 75                       | —                        | —                        | —                        | —                        | —                        | —                        |              | Don't Give Me Names    |
| 2000                                     | «Living in a Lie»                | 84                       | —                        | —                        | 97                       | —                        | —                        | —                        |              | Don't Give Me Names    |
| 2001                                     | «Dödel Up»                       | 57                       | —                        | —                        | —                        | —                        | —                        | —                        |              | Don't Give Me Names    |
| 2001                                     | «Kumba Yo!» a                    | 3                        | 4                        | 12                       | —                        | —                        | —                        | —                        |              | Non-album single       |
| 2003                                     | «You Can't Stop Me»              | 10                       | 15                       | 69                       | 65                       | —                        | 19                       | 99                       |              | Walking on a Thin Line |
| 2003                                     | «Pretty in Scarlet»              | 51                       | 55                       | —                        | —                        | —                        | —                        | —                        |              | Walking on a Thin Line |
| 2003                                     | «Quietly»                        | 51                       | 52                       | —                        | —                        | —                        | —                        | —                        |              | Walking on a Thin Line |
| 2004                                     | «Break the Line»                 | 45                       | —                        | —                        | —                        | —                        | —                        | —                        |              | Planet of the Apes     |
| 2011                                     | «Oh What a Night»                | 37                       | 68                       | 51                       | —                        | —                        | —                        | —                        |              | Bel Air                |
| 2011                                     | «Sunday Lover»                   | —                        | —                        | —                        | —                        | —                        | —                        | —                        |              | Bel Air                |
| 2011                                     | «This Time»                      | —                        | —                        | —                        | —                        | —                        | —                        | —                        |              | Bel Air                |
| 2012                                     | «When the Ships Arrive»          | —                        | —                        | —                        | —                        | —                        | —                        | —                        |              | Bel Air                |
| «—» denotes releases that did not chart. |                                  |                          |                          |                          |                          |                          |                          |                          |              |                        |

- ↑  as Guano Babes featuring Michael Mittermeier